# Calau-anão-preto
O calau-anão-preto (Horizocerus hartlaubi) é uma espécie calaus da família Bucerotidae.

Pode ser encontrada nos seguintes países: Angola, Camarões, República Centro-Africana, República do Congo, República Democrática do Congo, Costa do Marfim, Guiné Equatorial, Gabão, Gana, Guiné, Libéria, Nigéria, Serra Leoa, Sudão, Togo e Uganda.